# Лебедева, Татьяна Романовна
Татья́на Рома́новна Ле́бедева (род. 21 июля 1976 года в Стерлитамаке, Башкирская АССР, СССР) — российская легкоатлетка, выступавшая в прыжках в длину и тройном прыжке, олимпийская чемпионка 2004 года в прыжках в длину, многократная чемпионка мира, Европы и России. Заслуженный мастер спорта России. С 2008 по 2016 вице-президент Всероссийской федерации лёгкой атлетики. С 2011 по 2017 год — член женского комитета IAAF. С мая 2014 по октябрь 2014 Министр спорта Волгоградской области. Экс-рекордсмен мира в тройном прыжке в помещении — 15,36 м (2004, Будапешт). Полковник ВС РФ.

## Биография
Мама Лебедевой Нина Сергеевна выросла в детском доме. Своего отца, не вернувшегося с войны, она не помнит, воспитывала детей одна.
Когда Лебедева училась в первом классе, школы № 15 Стерлитамака, брат Вячеслав отвёл её в секцию спортивной гимнастики, но Лебедеву не взяли из-за отсутствия гибкости. В четвёртом классе учитель физкультуры порекомендовал ей записаться в секцию легкой атлетики в ДЮСШ, что она и сделала в 1986 году. В пятом классе начала тренироваться два раза в день — с 6 до 8 утра и вечером. С 10 лет начала заниматься в секции легкой атлетики, в 14 лет стала серебряным призёром первенства СССР среди юношей и девушек. Сначала занималась бегом, выигрывала соревнования, затем перешла в прыжки в высоту, стала тренироваться у заслуженного тренера России Елены Михайловны Кошелевой.
В 1997 году Лебедева начала тренироваться у Вячеслава Догонкина, под руководством которого в дальнейшем завоевала все свои главные награды. В сборной России с 1998 года. Начинала карьеру в тройном прыжке, впервые стала бронзовым призёром России в 1998 году с результатом 14,08 м. В 2000 году стала чемпионкой Европы. В 2001, 2003 и 2004 годах была лучшей на чемпионатах мира. В 2006 году победила на чемпионате мира в Москве.
Первого серьёзного успеха в прыжках в длину добилась в 2004 году, выиграв чемпионат мира в помещении. В 2007 году победила на чемпионате мира в Осаке с результатом 7,03 м.
В 2004 году установила личные рекорды в прыжке в длину и в тройном как на открытом воздухе, так и в помещении, выиграла два золота на зимнем чемпионате мира в Будапеште, а летом стала олимпийской чемпионкой Афин в прыжке в длину.
Принимала участие в 4 Олимпийских играх, и с трёх Игр возвращалась с наградами: золото Игр XXVIII Олимпиады Афинах 2004 в прыжках в длину. Серебро Игр XXVII Олимпиады в Сиднее 2000 и бронза Игр XXVIII Олимпиады в Афинах в тройном прыжке. Две серебряные медали на летних Олимпийских играх в Пекине 2008 в тройном прыжке и прыжке в длину.
В 2012 году заявила, что будет отбираться на Олимпийские игры 2012 года в Лондоне только в тройном прыжке. В начале июля выиграла чемпионат России с результатом 14 м 68 см и получила право стартовать на Олимпийских играх. В Лондоне 3 августа сумела квалифицироваться в финал с результатом 14,30 м. В финале 5 августа показала результат 14,11 м и стала десятой. Для попадания в медали необходимо было прыгать на 14,79 м.

## Дисквалификация
25 января 2017 года Международный олимпийский комитет лишил Лебедеву двух серебряных медалей летних Олимпийских игр 2008 года в Пекине, завоёванных в прыжке в длину и в тройном прыжке. Об этом стало известно после перепроверки допинг-проб. В пробе было обнаружено запрещённое вещество туринабол. 27 января 2017 г. в связи с допинговым скандалом Лебедева была пожизненно отстранена от работы во Всемирной ассоциации олимпийцев (WOA), где состояла членом исполнительного комитета.

## Общественно-политическая деятельность

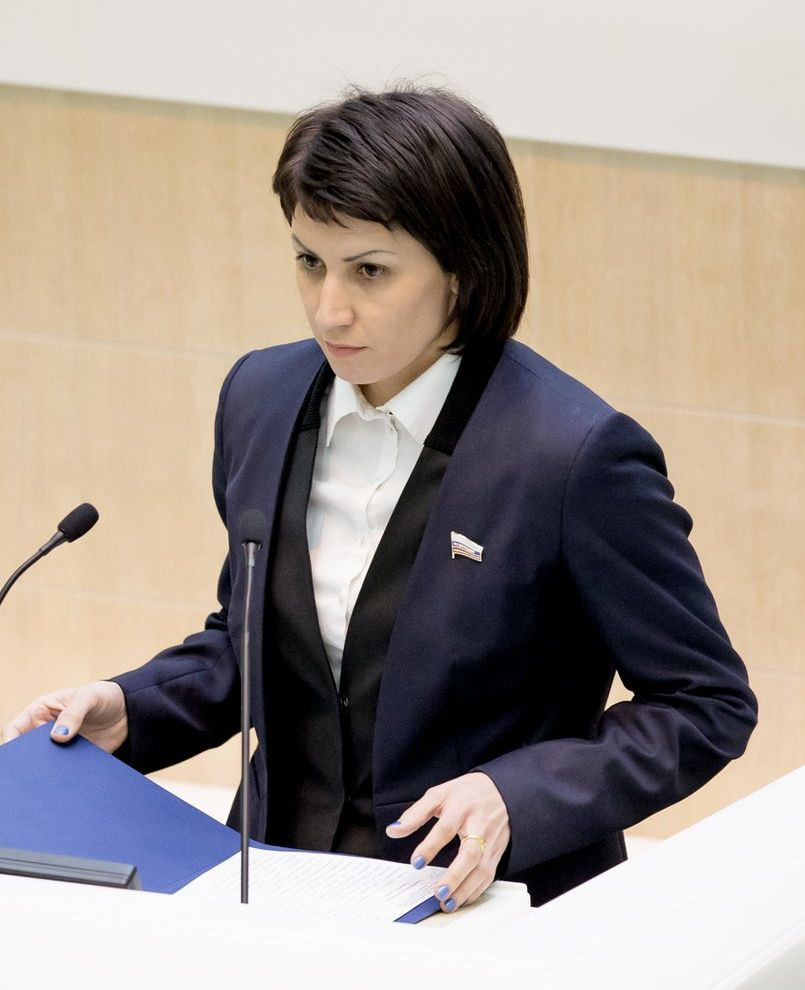
Лебедева в Совете Федерации

В марте 2009 года была избрана в Волгоградскую областную Думу, где была заместителем председателя комитетa по здравоохранению, физической культуре и молодёжной политике и заместителем председателя комитетa по предпринимательству, малому и среднему бизнесу. Работала на постоянной основе.
3 октября 2014 года депутаты Волгоградской областной думы избрали своим представителем в Совете Федерации. В Совете Федерации является членом комитета по социальной политике и Координатором Палаты молодых законодателей при Совете Федерации.

## Награды и звания
- Медаль ордена «За заслуги перед Отечеством» II степени (2 августа 2009 года) — За большой вклад в развитие физической культуры и спорта, высокие спортивные достижения на Играх XXIX Олимпиады 2008 года в Пекине[10]
- Орден Почёта (18 февраля 2006 года) — За большой вклад в развитие физической культуры и спорта, высокие спортивные достижения[11]
- Орден Дружбы (19 апреля 2001 года) — За большой вклад в развитие физической культуры и спорта, высокие спортивные достижения на Играх XXVII Олимпиады 2000 года в Сиднее[12]
- Заслуженный мастер спорта России
- Почётная грамота Совета Межпарламентской Ассамблеи государств — участников Содружества Независимых Государств (21 ноября 2019 года, Межпарламентская ассамблея СНГ) — за активное участие в деятельности Межпарламентской Ассамблеи и её органов, вклад в укрепление дружбы между народами государств — участников Содружества Независимых Государств[13]

## Личная жизнь
Муж — Николай Матвеев(1972—2020) директор «Спортивной школы олимпийского резерва № 5»..
Две дочери: Анастасия (род. сентябрь 2002); Александра (род. апрель 2011).
Последовательница индийского гуру Шри Чинмоя, который дал ей духовное имя Шарботтама. По информации журнала «Стадион», в 2004 году в рамках программы «Поднимая планету сердцем единства» он поднял Лебедеву вместе со слонихой Минни на специальной платформе, общий вес которых составляет 4515 кг.